# Лакутин, Николай Афанасьевич
Николай Афанасьевич Лакутин (род. 30 ноября 1954, Куйбышев) — российский политик, депутат Государственной Думы Федерального Собрания Российской Федерации 6-го созыва.

## Биография
Избрался в государственную думу шестого созыва. Член Фракции Политической партии «Справедливая Россия». Член Комитета Государственной Думы по вопросам собственности. Представитель Государственной Думы Федерального Собрания Российской Федерации в Национальном банковском совете. 17 мая 2012 года исключен из «Справедливой России» за то, что проголосовал 8 мая вопреки решению фракции эсеров за кандидатуру Дмитрия Медведева на пост премьер-министра. 26 октября 2013 года Николая Лакутина восстановили в партии «Справедливая Россия».